# Amsinckia grandiflora
Amsinckia grandiflora là loài thực vật có hoa trong họ Mồ hôi. Loài này được (A.Gray) Kleeb ex Greene mô tả khoa học đầu tiên năm 1894.